# Tragédie grecque
Sauf précision contraire, les dates de cet article sont sous-entendues « avant l'ère commune » (AEC), c'est-à-dire « avant Jésus-Christ ».

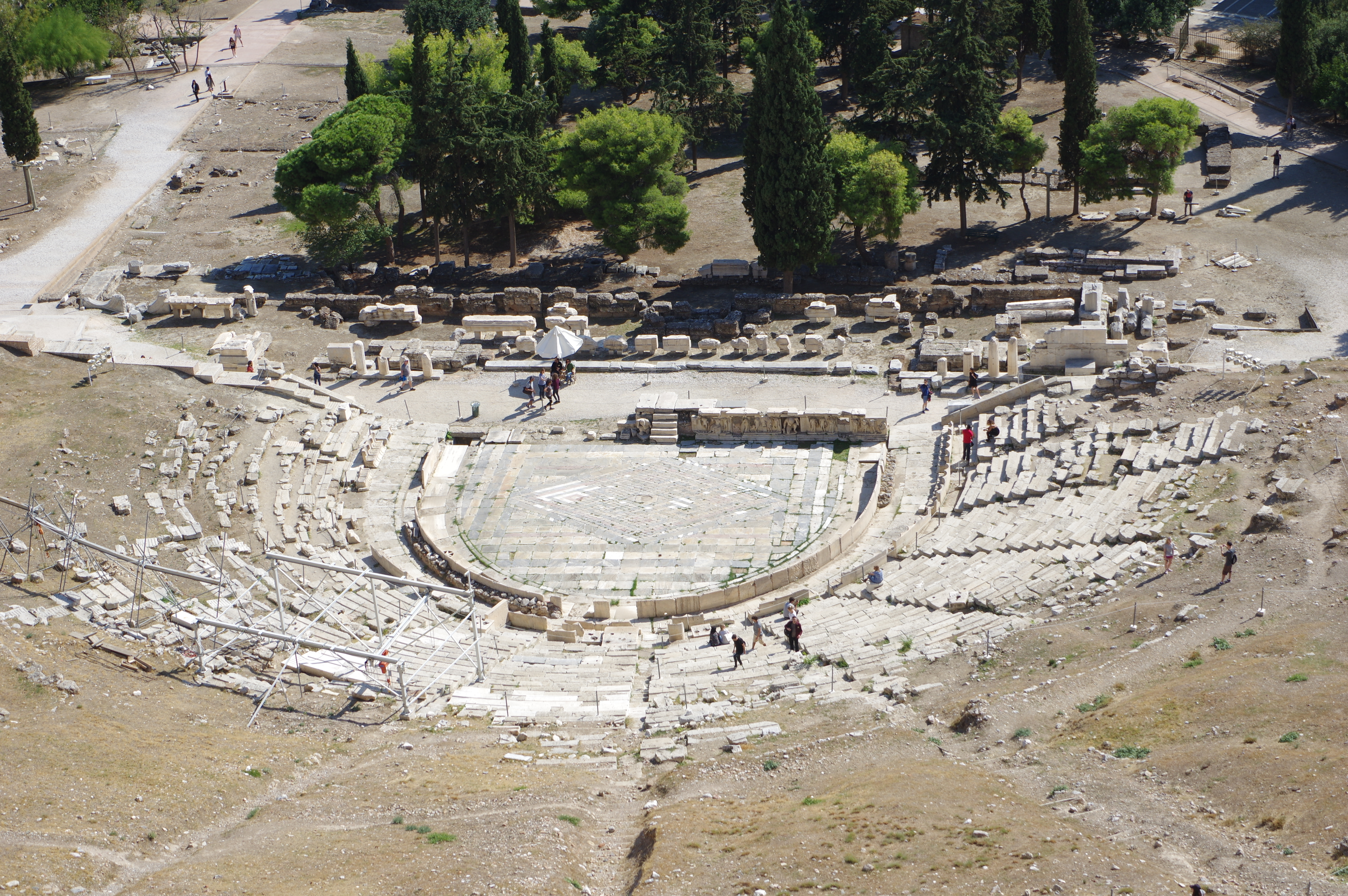
Le théâtre de Dionysos, berceau de la tragédie.

La tragédie grecque est une manifestation théâtrale caractéristique de l'Athènes antique du Ve siècle av. J.-C. La date de naissance précise de la tragédie grecque est inconnue : le premier concours tragique des Dionysies se situe vers -534, sous Pisistrate, et la première tragédie conservée, Les Perses d'Eschyle, date de -472. Mais Eschyle avait été précédé de tragiques illustres dont l'œuvre nous est perdue, comme Thespis, Pratinas et Phrynichos.
Représentation théâtrale aux origines religieuses indéniables, la tragédie grecque nous est principalement connue à travers trois grands auteurs aux vies successives et rapprochées : Eschyle (né en -525), Sophocle (né en -495) et Euripide (né vers -485) et grâce aux trente-deux tragédies de ces auteurs qui nous sont parvenues (voir la liste des tragédies grecques connues). L'âge d'or de la tragédie grecque s'achève dès la fin du Ve siècle : aucune pièce complète n'a été conservée après -404, et le programme des Dionysies présente la reprise de tragédies anciennes probablement dès -386 : comme l'expose Jacqueline de Romilly, « ce fut […] une éclosion soudaine, brève, éblouissante. La tragédie grecque, avec sa moisson de chefs-d'œuvre, dura en tout quatre-vingts ans ». Caractérisée par des spécificités de jeu, de structure, la tragédie occupe une place particulière au sein de la société athénienne. Les tragédies grecques ont inspiré de nombreux auteurs dans les siècles suivants, et constituent une référence incontournable, qui se traduit par la fréquence de la reprise de sujets et de personnages propres aux tragiques grecs.

## Origine religieuse et place dans la société athénienne

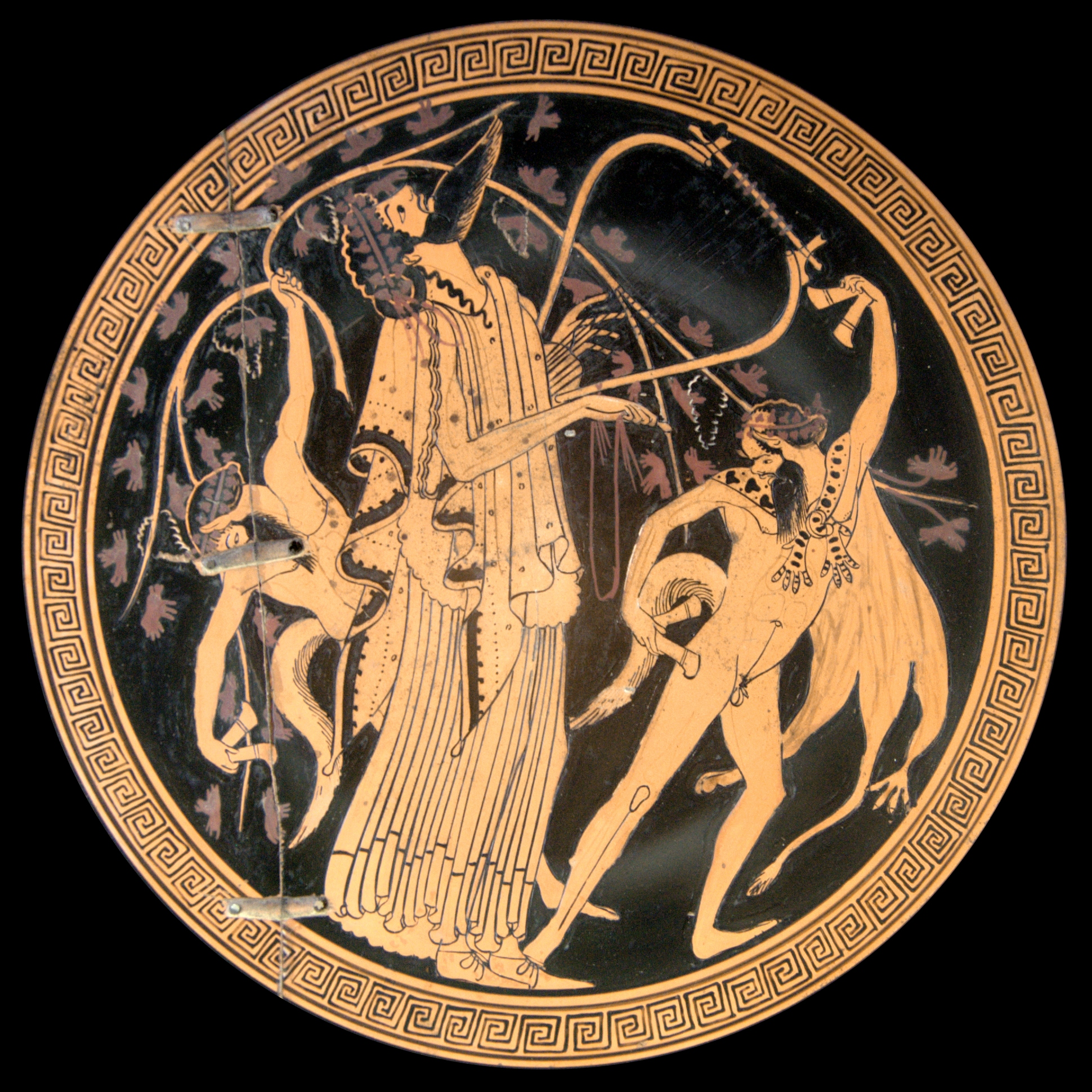
Dionysos et satyres. Vers 480.

L'origine religieuse de la tragédie grecque est une certitude souvent soulignée par les spécialistes,,. Les tragédies sont en effet jouées à Athènes à l'occasion des fêtes de Dionysos ou dionysies, notamment des Grandes Dionysies célébrées annuellement au début du printemps (mais aussi des Lénéennes de décembre). Elles s'inscrivent dans ce culte à travers des concours, comme les concours de récitations homériques s'inscrivent dans le cadre du culte d'Athéna.
Cette origine religieuse a laissé des traces, comme le nom même du théâtre d'Athènes, dédié à Dionysos, ou encore le mot tragédie, qui semble refléter une signification religieuse. On fait habituellement dériver le grec ancien τραγῳδία / tragōidía de τράγος / trágos, « le bouc », et de ᾄδω / áidō, « chanter ». Le mot signifierait donc « chant du bouc »,,. Le terme tragédie pourrait donc désigner une forme de dithyrambe joué par des acteurs déguisés en satyres et vêtus de peaux de boucs, hypothèse reprise par Aristote. D'autres hypothèses, elles-mêmes défendues par certains auteurs antiques,, voient en cette évocation du bouc la récompense offerte au gagnant du concours, ou la victime d'un sacrifice effectué à cette occasion.
Jane Ellen Harrison est à l'origine d'une autre hypothèse. Dionysos, dieu du vin (boisson des couches aisées), s'est substitué tardivement à Dionysos dieu de la bière (boisson des couches populaires) ou Sabazios, dont l'animal emblématique chez les Crétois était le cheval (ou le centaure). Il se trouve que la bière athénienne était une bière d'épeautre, trágos en grec. Aussi les tragédies auraient-elles été des « odes à l'épeautre », considérées tardivement, par homonymie et par confusion, comme des « odes aux boucs ».
Quoi qu'il en soit, il peut paraître déroutant que les tragédies qui nous sont parvenues ne soient elles-mêmes jamais consacrées à Dionysos, sauf Les Bacchantes, et semblent même fort éloignées de son culte. Mais il n'est pas impossible que le fait même de mettre en scène des pièces d'imagination en soit le principal héritage, comme a tenté de le montrer Jean-Pierre Vernant : « Si l'un des traits majeurs de Dionysos consiste, comme nous le pensons, à brouiller sans cesse les frontières de l'illusoire et du réel, à faire surgir brusquement l'ailleurs ici-bas, à nous déprendre et nous dépayser de nous-mêmes, c'est bien le visage du dieu qui nous sourit, énigmatique et ambigu, dans ce jeu de l'illusion théâtrale que la tragédie, pour la première fois, instaure sur la scène grecque. »
Le concours tragique se déroule sur trois jours (un quatrième étant dévolu aux comédies) : chacun des trois poètes concurrents dispose d'une journée au cours de laquelle il présente une tétralogie, c'est-à-dire trois tragédies et un drame satyrique conclusif, sans doute plus proche du culte de Dionysos.
Comme le souligne H. C. Baldry, « cet aspect religieux des fêtes théâtrales grecques n'implique nullement qu'elles aient été coupées de la vie générale de la communauté, (…) d'autant moins lorsqu'il s'agissait, comme c'était le cas pour Dionysos, d'un dieu particulièrement cher au cœur du peuple. » Cette place prépondérante dans la société athénienne se traduit par le rôle de l'archonte, auquel est dévolu le choix des trois concurrents annuels du concours tragique parmi les candidats, ou encore par le financement du concours, chaque concurrent étant soutenu par un chorège assumant le coût très lourd des représentations. Le nombre de spectateurs présents au théâtre de Dionysos est un autre indice de l'importance de la tragédie : on peut l'estimer à au moins dix-sept mille personnes, et Platon évoque dans Le Banquet « plus de trente mille personnes » acclamant Agathon en 416, chiffre probablement exagéré. La composition de ce public est large : les droits d'entrée des plus pauvres sont en effet pris en charge, l'accès des métèques et étrangers de passage est autorisé, ainsi que celui des esclaves accompagnant leurs maîtres, et peut-être celui des femmes,.
Outre l'origine religieuse de la tragédie, certains auteurs ont souligné que la naissance de l'idée de raison et la constitution de la cité-État d'Athènes sont deux autres phénomènes qui auraient contribué à son émergence.

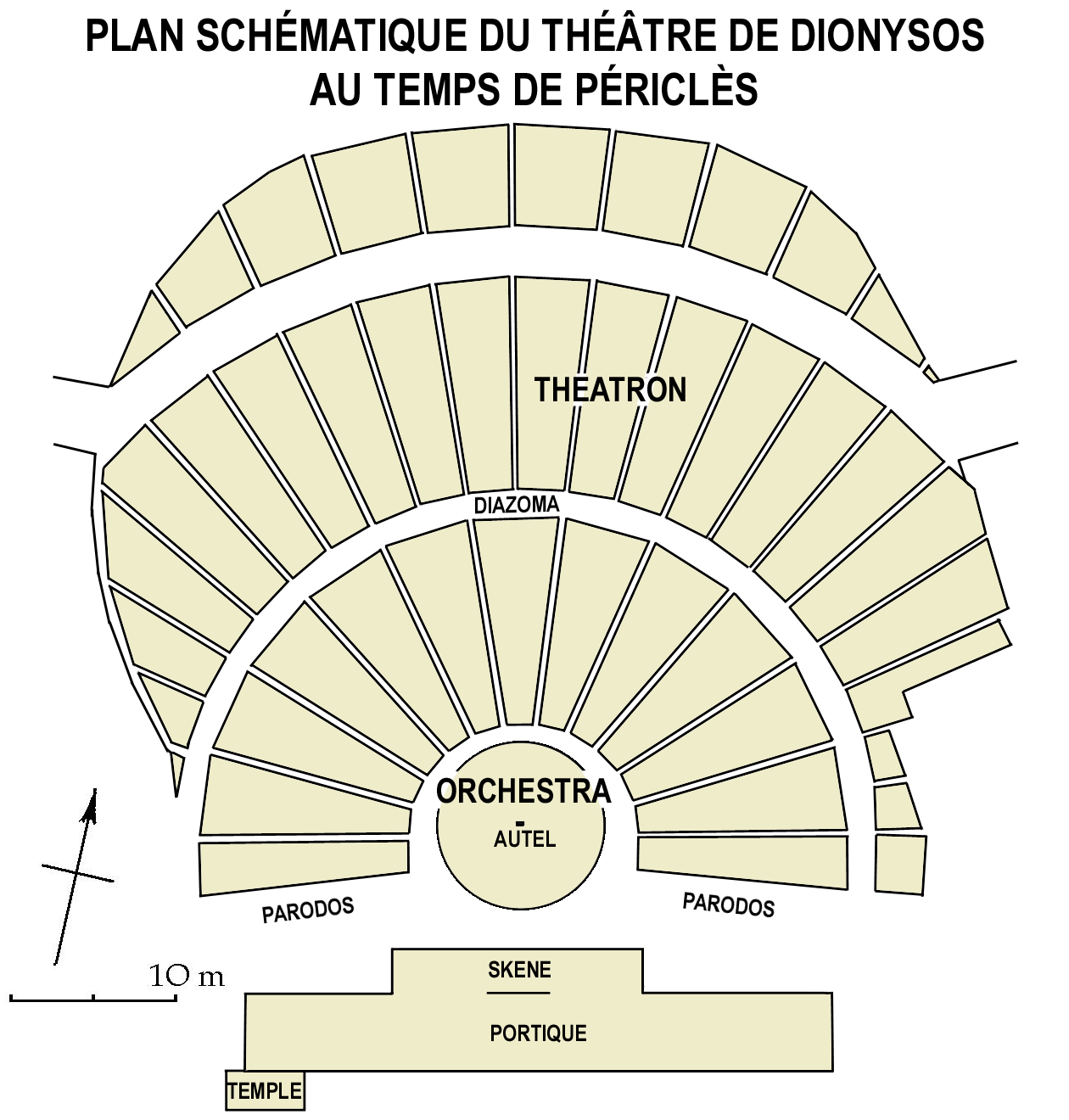
Reconstitution hypothétique du théâtre de Dionysos au Ve siècle.

## Aspects formels

### Chœur et acteurs
La principale caractéristique formelle de la tragédie est la distinction, reprise du dithyrambe, entre le chœur et les personnages interprétés par des acteurs. Cette division est d'abord spatiale : dans le théâtre grec, face aux gradins, la scène surélevée (proskénion) accueille les acteurs tandis que le chœur est placé devant, en contrebas, dans l’orchestra circulaire au centre duquel est situé l'autel rond dédié à Dionysos (cet autel est appelé le thymélée).

#### Le chœur
Composé de quatorze choristes et d'un chef de chœur appelé coryphée, le chœur chante et danse en relation avec l'action, entre les scènes parlées, et participe bien que son rôle se soit progressivement dévalué : selon Aristote, il « doit être considéré comme l'un des acteurs, doit faire partie de l'ensemble et concourir à l'action, non comme chez Euripide, mais comme chez Sophocle ». Le chœur s'exprime en vers lyriques, selon des séries de stances en général jumelées ou alternées de manière à supporter des mouvements chorégraphiques : à la strophe (στροφή / strophḗ, « se tourner ») répond l'antistrophe symétrique, une épode pouvant conclure. Le rythme de ces vers constitue l'essentiel du chant, à l'unisson, et accompagné par un aulos. Il n'existe guère d'indices effectifs quant à la musique des tragédies, dont on sait seulement qu'elle était composée par l'auteur lui-même. Enfin, un chef de chœur, ou coryphée, peut intervenir seul afin de dialoguer avec un personnage.
Au fil de l'évolution du genre tragique, le rôle du chœur évolue. Au fur et à mesure du développement de l'action dans les pièces, le lien entre le héros et le chœur se relâche : les Thébaines terrifiées des Sept contre Thèbes d'Eschyle disparaissent chez Euripide, remplacées par des jeunes filles de passage, Les Phéniciennes. L'ampleur de sa participation se réduit aussi progressivement : de plus de quatre cents vers dans Les Choéphores d'Eschyle (soit plus du tiers d'un ensemble de 1 076 vers), elle passe à deux cents environ sur 1 510 dans l’Électre de Sophocle, soit moins d'un sixième, et à une proportion comparable dans l’Électre d'Euripide (un peu plus de deux cents sur 1 360).

#### Les acteurs

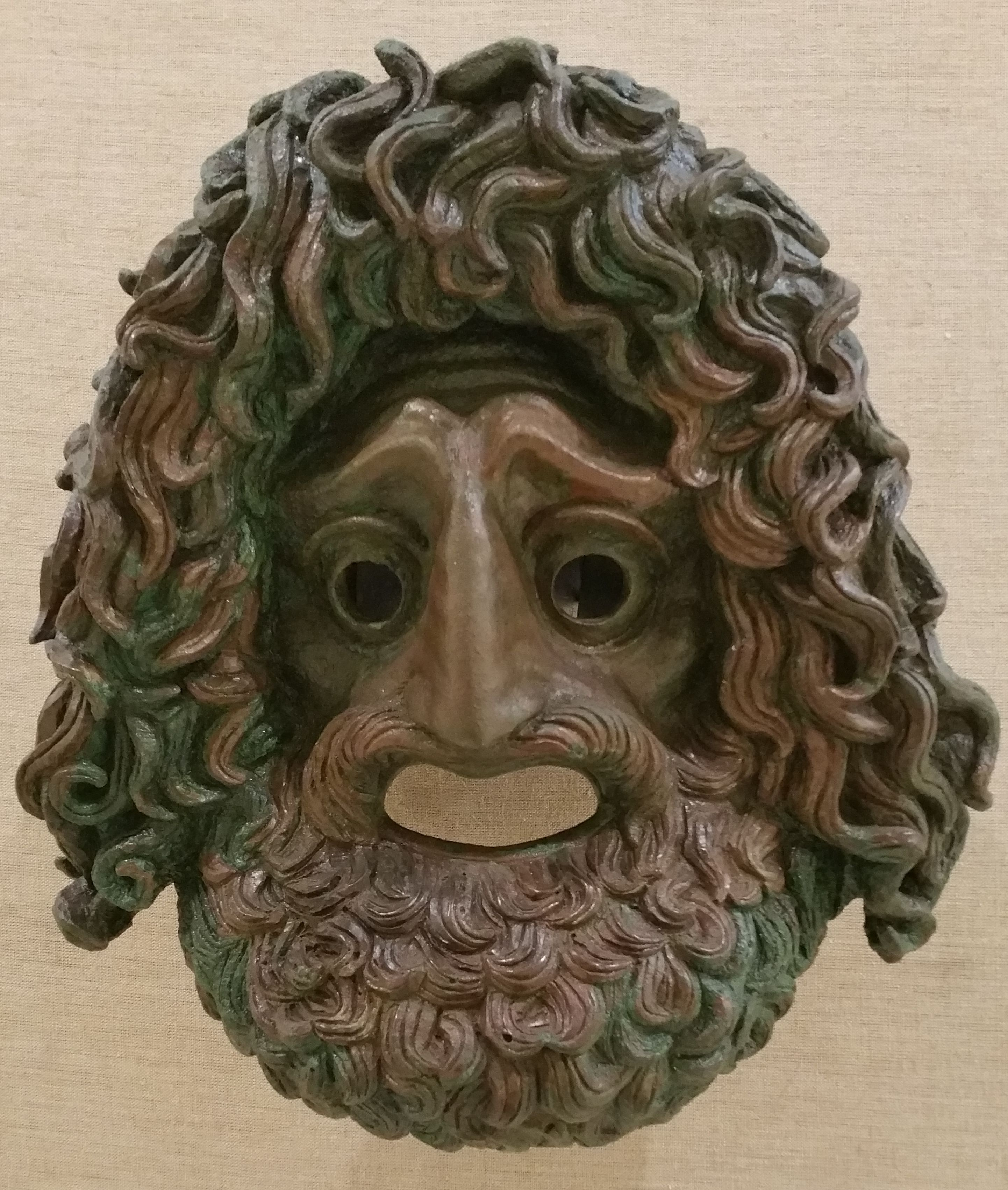
Masque tragique grec attribué à Silanion (milieu du)

Tous les rôles sans exception sont joués par des hommes adultes, et par un nombre très réduit d'acteurs qui interprètent plusieurs rôles tour à tour. Selon Aristote, c'est Eschyle qui porte le premier le nombre d'acteurs à deux pour une tragédie, et Sophocle qui leur adjoint un troisième acteur. Jacqueline de Romilly relève cependant qu'il est difficile d'imaginer que certaines tragédies d'Eschyle aient pu n'être interprétées que par deux acteurs : on peut donc supposer, soit qu'il ait été le premier à innover en ce sens, soit, si Aristote ne se trompe pas, qu'Eschyle ait adopté l'innovation du jeune Sophocle. Ce dernier serait également le premier à ne pas jouer lui-même ses pièces : dès lors l'acteur est cité nommément lors des représentations, il est reconnu pour son travail (le prix pour le meilleur acteur est institué en 449), et l'activité se professionnalise. Malgré le passage de un à deux, puis trois acteurs, l'acteur principal (le protagoniste) domine la pièce, par opposition au « deutéragoniste » et au « tritagoniste » qui doivent rester au second plan. Par ailleurs, le nombre d'acteurs ne dépasse jamais trois dans l'histoire de la tragédie grecque : chacun se charge en règle générale de deux ou trois rôles, et des figurants muets peuvent s'y ajouter. Il est toutefois aujourd'hui très difficile de reconstituer la répartition des rôles entre les acteurs.
Ces règles nécessitent l'usage d'accessoires principalement connus par les peintures de vases. Un masque, d'abord (de tissu, parfois d'écorce ou de bois) : ce dernier couvre le visage et une grande partie de la tête, et comporte des cheveux. Il ménage des ouvertures pour les yeux et la bouche. L'origine rituelle de l'usage de masques n'est pas attestée: la première raison d'être de cet accessoire est son utilité, que ce soit pour l'interprétation de plusieurs rôles par un acteur, ou pour la perception des émotions exprimées, dans des gradins parfois très éloignés de la scène. L'équipement est complété par un costume souvent richement orné fait pour attirer l'œil, et les attributs propres au personnage (le sceptre du roi, l'épée du guerrier, la couronne du héraut, l'arc d'Apollon, etc.).
Mais la principale caractéristique de l'acteur est sans conteste sa voix, qui doit porter jusqu'aux gradins les plus éloignés, ce qui suppose à la fois puissance, clarté, bonne diction, mais aussi capacité à refléter dans la voix le changement de personnage ou d'émotion. Les caractéristiques musicales étaient également sans aucun doute essentielles.

### Structure et langue
La division spatiale entre chœur et acteurs, et l'alternance entre parties parlées, récitées et chantées se reflète dans sa structure, rappelée par Aristote dans sa Poétique et vérifiée dans de nombreux cas:
- Prologue (parlé) (avant l'entrée du chœur) ;
- πάροδος / párodos (chant d’entrée du chœur, souvent sur un rythme de marche) ;
- Épisodes (parlés) coupés par des στάσιμα / stásima (chants du chœur) ;
- ἔξοδος / éxodos (sortie du chœur, parlé).

Plusieurs couples épisode–stasimon se succèdent, dont le nombre varie de trois à cinq. Le schéma d’Aristote est en réalité une simplification : la plupart des tragédies s'en écartent, notamment pour ménager des passages de dialogue entre acteurs et choristes : le κομμός / kommos, « lamentation commune au chœur et aux acteurs en scène » selon les mots d'Aristote, peut alors se substituer au stasimon ou enrichir un épisode. Par ailleurs la longueur des différentes parties d'une tragédie varie, y compris entre épisodes d'une même pièce. Ces variations sont cependant sous-tendues par une architecture numérique très précise.
Les dialectes utilisés sont l'ionien-attique (parlé à Athènes) pour les parties parlées ou récitées, et le dorien (dialecte littéraire) pour les parties chantées. Sur le plan métrique, les parties parlées utilisent surtout des rythmes iambiques (trimètre iambique), jugés les plus naturels par Aristote, tandis que les parties chorales recourent à une plus grande variété, mêlant souvent iambes et dactyles.

### Conventions, scènes récurrentes et coups de théâtre
L'action tragique suit d'autres contraintes et conventions, en partie liées aux exigences matérielles du théâtre grec, qui débouchent sur certaines scènes typiques. Parfois, la scène évoquée se passe loin, et est racontée par un messager (comme pour le récit de la bataille de Salamine, dans Les Perses) ; ou elle ne peut être montrée, dans le cas des scènes de meurtre notamment, puisqu'on ne doit pas faire couler de sang sur scène : au chœur revient alors le rôle de commenter une scène censée se dérouler à l'intérieur du palais, et qu'il est le seul à entendre (comme pour la mort du roi dans Agamemnon). De même les scènes de reconnaissance sont fréquentes et Aristote y consacre de longs développements.
Aristote fait de la péripétie l'une des caractéristiques de la tragédie ; il la décrit comme « un changement en sens contraire dans les faits qui s'accomplissent […] selon la vraisemblance ou la nécessité ». Et de citer l'exemple du messager qui, dans Œdipe roi, « vient avec la pensée de faire plaisir à Œdipe et de dissiper sa perplexité à l'endroit de sa mère ; puis, quand il lui a fait connaître qui il est, produit l'effet contraire ». La rupture du schéma attendu est mieux maîtrisée encore par Euripide. Par exemple dans Hécube : lorsque la vieille reine supplie Ulysse d'épargner sa fille Polyxène, cette dernière surprend les deux personnages et le public en affirmant d'elle-même : « Je vais te suivre, et parce qu'il le faut, et parce que je désire la mort » ; la surprise souligne l'héroïsme du personnage. On pourrait multiplier les exemples, puisque selon Jacqueline de Romilly, « [Euripide] possède si bien l'art de tendre l'action, de faire peur, de faire palpiter ! C'est déjà, on peut le dire, l'art d'un écrivain de métier, d'un homme de lettres ». Reconnaissance et péripétie sont pour ces raisons, d'après Aristote, les deux principaux ressorts de la tragédie grecque, propres tous deux à soutenir l'art de présenter des situations pathétiques.
Toujours selon Aristote, la tragédie grecque a fonction de catharsis, un phénomène par lequel sont transformées en plaisir des émotions pénibles comme la crainte et la pitié. Ainsi, l'un des effets propres à la tragédie consisterait précisément à soulager les âmes de ces deux sentiments de terreur et de pitié par la force même avec laquelle elle les excite. L’âme n’y est troublée que pour être finalement apaisée.

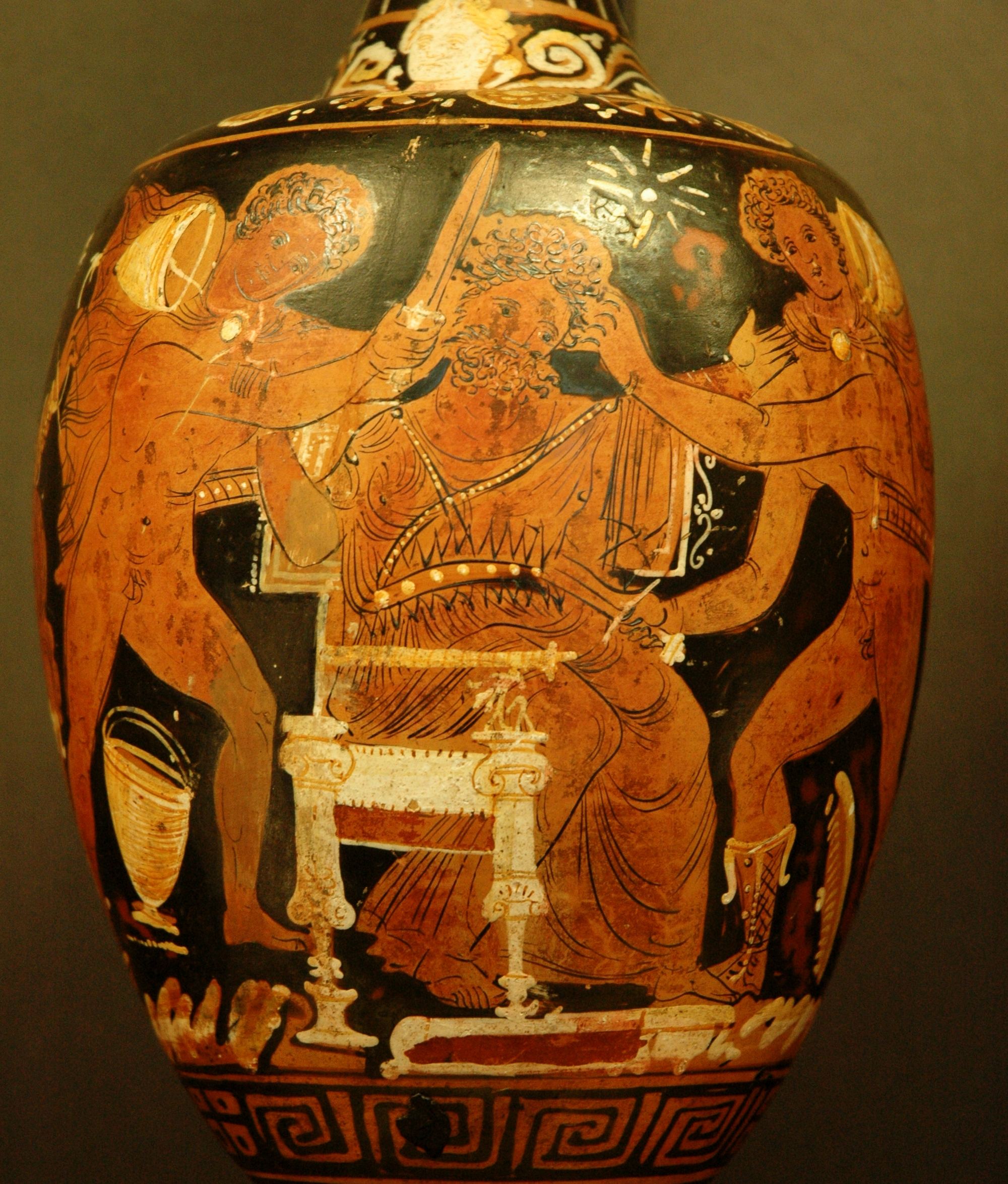
Le meurtre d'Égisthe. Œnochoé à figures rouges d'Apulie, v. 430-400, musée du Louvre.

### Les sujets et leur traitement
Si la tragédie est liée, à l'origine, au culte de Dionysos, sa matière y est très rarement liée : le seul exemple subsistant est constitué par Les Bacchantes d'Euripide. Pour l'essentiel, les tragédies traitent de la même matière que les grands cycles épiques : les mythes, en particulier la guerre de Troie, les exploits d'Héraclès, le cycle thébain et le destin d'Œdipe.
Des pièces historiques existent pourtant aussi mais elles sont rares (Les Perses est le seul exemple conservé) : représenter des événements récents est un exercice risqué, comme le montre le désastre d'une pièce de Phrynichos, La Prise de Milet, évoqué par Hérodote : « Le théâtre fondit en larmes […] ; et même ils condamnèrent ce poète à une amende de mille drachmes, parce qu'il leur avait rappelé la mémoire de leurs malheurs domestiques : de plus, ils défendirent à qui que ce fût de jouer désormais cette pièce ». De fait, alors que la pièce de Phrynichos rappelait l'écrasement de Milet en 494, Les Perses évoque une victoire athénienne (Salamine), et ne montre pas le champ de bataille. Le drame historique ne réapparaît qu'au IVe siècle avec le Thémistocle de Moschion, suivi d'une pièce au même titre de Philiscos, au IIIe siècle.
Hormis Les Bacchantes et Les Perses, toutes les tragédies qui nous sont parvenues sont donc basées sur des mythes. Encore ceux-ci ne sont-ils pas tous autant représentés. Ainsi, la malédiction des Atrides est elle la plus illustrée par les tragiques : les trois pièces constituant l'Orestie chez Eschyle, Électre chez Sophocle, et, chez Euripide, une Électre, un Oreste, mais aussi deux pièces consacrées à Iphigénie : Iphigénie en Tauride et Iphigénie à Aulis. Une telle coïncidence ne devait pas être rare : un discours de Dion Chrysostome porte ainsi sur trois pièces d'Eschyle, de Sophocle et d'Euripide, toutes trois consacrées à Philoctète. Seul le Philoctète de Sophocle nous est parvenu.
Cette récurrence des thèmes mythiques a pu susciter des critiques, liées au manque de suspense et d'inventivité de la tragédie. Dans la comédie la Poésie d’Antiphane, comique grec du milieu du IVe siècle av. J.-C., un personnage remarque ainsi : « Les spectateurs y [dans la tragédie] connaissent l’histoire, avant même qu’un mot ne soit prononcé, et le poète n'a qu'à réveiller leur mémoire. Si je dis : Œdipe, on sait tout le reste : son père, c’est Laïos, sa mère, Jocaste, ses filles et ses fils, on sait qui c'est, et ce qu'il va subir et ce qu'il a fait ». Mais cette critique ne semble guère pouvoir s'appliquer aux tragédies qui nous sont parvenues. En effet, outre la surprise des péripéties, les auteurs réservent des variantes au traitement des mythes. Les meurtres de Clytemnestre et d'Égisthe par Oreste connaissent ainsi des changements au gré des exigences de chaque auteur : alors que la mort d'Égisthe précède celle de Clytemnestre chez Eschyle et Euripide, l'ordre est inversé chez Sophocle ; quant au personnage d'Électre, alors qu'elle n'est pas mêlée aux meurtres chez Eschyle, elle entend et commente la mort de Clytemnestre et livre Égisthe à son frère chez Sophocle, et participe au meurtre de sa mère chez Euripide. Euripide est habitué aux innovations spectaculaires : on lui attribue l'invention de l'infanticide de Médée. Il utilise également dans son Hélène une version du mythe selon laquelle la femme de Ménélas n'aurait pas suivi Pâris, mais aurait été enlevée par Hermès sur l'ordre de Zeus, et confiée au roi d'Égypte tandis qu'un fantôme prenait sa place à Troie.
Cette capacité de réinventer les mythes est pour beaucoup dans le succès de la tragédie. Comme le dit Jacqueline de Romilly : « L'épopée racontait : la tragédie montra. Or, cela même implique une série d'innovations. Dans la tragédie, en effet, tout est là, sous les yeux, réel, proche, immédiat. On y croit. On a peur. […] Parce qu'elle montrait au lieu de raconter, et par les conditions mêmes dans lesquelles elle montrait, la tragédie pouvait donc tirer des données épiques un effet plus immédiat et une leçon plus solennelle. Cela s'accordait à merveille avec sa double fonction, religieuse et nationale : les données épiques ne trouvaient accès au théâtre de Dionysos que liées à la présence des dieux et au souci de la collectivité, plus intenses, plus saisissantes, plus chargées de force et de sens ». Il n'est ainsi pas rare qu'une tragédie fasse écho à des problématiques d'actualité : l'Orestie d'Eschyle exalte le rôle de l'Aréopage à l'époque même où les pouvoirs viennent d'en être changés ; la pièce prend donc une portée civique et politique.

## Les tragiques

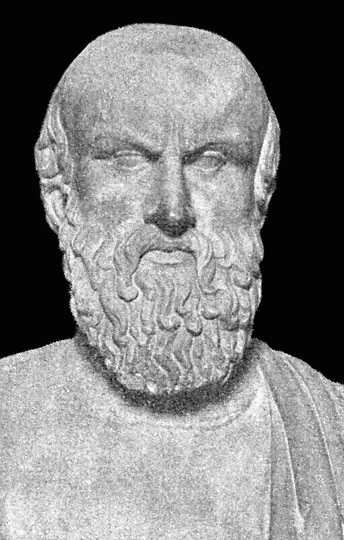
Buste d'Eschyle (Ve siècle), musées du Capitole

### Eschyle
Le premier grand nom de la tragédie grecque est Eschyle. Sa carrière de poète tragique correspond à la première moitié du Ve siècle av. J.-C. : sa première victoire au concours se situe en 484, mais ses premières pièces dateraient des environs de 500 ; et Eschyle termine sa vie en 456 à Géla, en Sicile. Seules sept tragédies d'Eschyle subsistent, mais on sait qu'il composa quatre-vingt-dix tragédies et vingt drames satyriques.
La plus ancienne tragédie conservée est Les Perses (472), seul exemple de pièce à sujet historique, inspirée à l'auteur par sa propre expérience de la guerre contre les Perses (Eschyle prend part aux batailles de Marathon et de Salamine). Suivent Les Sept contre Thèbes (467), consacrés à l'attaque de Thèbes par les sept chefs et à la rivalité entre Étéocle et son frère Polynice ; puis Les Suppliantes (464-463), dont le personnage principal est le chœur des Danaïdes, qui implorent la protection de Pélasgos contre les Égyptiades. En 458 est représentée l’Orestie : sous ce terme est désigné le seul exemple de trilogie tragique qui nous soit parvenu, consacré à travers les trois pièces qui la composent (Agamemnon, Les Choéphores, Les Euménides) à la malédiction des Atrides et au destin d'Oreste, vengeur de son père Agamemnon et meurtrier de sa mère Clytemnestre. La dernière pièce conservée d'Eschyle, Prométhée enchaîné est assez différente des autres. Elle met en scène uniquement des personnages divins, et se passe après que Prométhée a été cloué au rocher par Héphaïstos, sur l'ordre de Zeus.
Le théâtre d'Eschyle est d'abord caractérisé par certaines innovations formelles comme l'introduction du deuxième acteur que lui attribue Aristote, ou l'invention de la trilogie « liée » par un même thème ou une intrigue commune, comme dans l'exemple de l’Orestie. Et s'il repose moins sur la psychologie des personnages que celui de ses successeurs, il privilégie en revanche le spectacle des événements. Comme le dit Jacqueline de Romilly, « Eschyle aime montrer », et en tire un monde d'angoisse et d'images intenses, par exemple lors de l'évocation de la guerre, que l'on retrouve dans toutes ses pièces sauf Prométhée.
Les pièces d'Eschyle mettent en évidence les conceptions puissantes du poète sur l'équilibre de la cité, l'ordre civique, la responsabilité des chefs, ainsi que le dégoût de l’hybris qui met en danger cet équilibre. Cette préoccupation civique, sans doute influencée par l'expérience militaire d'Eschyle qui vit Athènes échapper à la destruction, est par exemple illustrée par le rôle qu'il donne à l'aréopage à la fin des Euménides : lorsque le tribunal acquitte Oreste, le public athénien ne pouvait ignorer l'allusion aux réformes d'Éphialte qui en avaient réduit le rôle trois ans plus tôt,.
Le poids de la décision des dieux dans la conduite des affaires humaines est également essentiel dans le déroulement de ses tragédies, notamment à travers le sort militaire de la cité (la défaite de Xerxès dans Les Perses, la victoire d'Étéocle dans Les Sept), ou la malédiction familiale (celle des fils d'Œdipe dans Les Sept, celle des Atrides dans l’Orestie). Ceci fait du théâtre d'Eschyle, pour reprendre les mots de Jacqueline de Romilly, « la tragédie de la justice divine ».

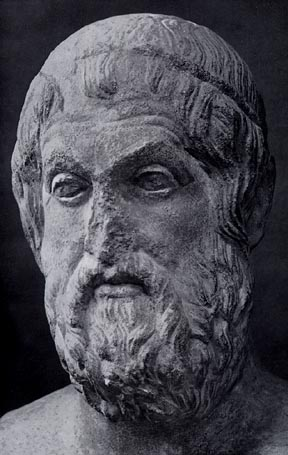
Buste de Sophocle (Ve siècle ?)

### Sophocle
La vie de Sophocle correspond à l'âge d'or de la démocratie athénienne : né à Colone en 496 ou 495, contemporain de Périclès, il conduit à seize ans le chœur du triomphe de Salamine,, et il meurt en 406 ou 405, avant la reddition d'Athènes en 404. Sa carrière de poète tragique débute au plus tôt en 468, lorsque son Triptolème est couronnée du premier prix devant Eschyle. Rival de ce dernier, puis d'Euripide, Sophocle remporte un total inégalé de dix-huit victoires aux grandes Dionysies. Il est l'auteur de cent vingt-trois tragédies, ainsi que de drames satyriques. De cet ensemble, subsistent les traces de cent quatorze titres et seulement sept pièces entières, auxquelles on peut ajouter les fragments importants du drame satyrique Les Limiers, retrouvés en 1912.
Seules trois pièces de Sophocle sont datées avec certitude : Antigone (442), Philoctète (-409, dernière victoire de Sophocle au concours) et Œdipe à Colone (représentation posthume en 401). On peut noter que Sophocle aime utiliser les thèmes du cycle troyen et du cycle thébain. Concernant Troie, outre le Philoctète, Ajax est peut-être la plus ancienne pièce conservée de Sophocle, et Électre reprend le sujet des Choéphores d'Eschyle (le retour et la vengeance d'Oreste) en le renouvelant. Concernant Thèbes, outre Antigone et Œdipe à Colone, Œdipe roi est considéré comme le paradigme de la tragédie par Aristote qui cite la pièce à sept reprises dans la Poétique, plus que n'importe quelle autre. Enfin, Les Trachiniennes sont consacrées à la mort d'Héraclès.
Les évolutions formelles de Sophocle par rapport à Eschyle sont assez significatives : introduction du tritagoniste, réduction de la place du chœur, et abandon de la tragédie « liée ». Ces changements accentuent les enjeux individuels, l'analyse psychologique, les interactions et oppositions entre personnages : il est notable que la plupart des tragédies de Sophocle que nous connaissons portent désormais le nom du personnage principal, et ne désignent plus le chœur (exception faite des Trachiniennes). Ceci correspond à l'importance que représente le héros chez Sophocle. Souvent solitaire, le héros est abandonné voire rejeté, comme Antigone, Ajax, Électre et Philoctète, ou encore plus qu'aucun autre Œdipe, dans Œdipe à Colone (où cette solitude est transfigurée dans une proximité divine après sa mort). Cette solitude se traduit par le caractère du héros, obstiné dans ses décisions : parfois, l'obstination relève de l'aveuglement (comme dans les deux pièces consacrées à Œdipe), mais le plus souvent elle est liée à un enjeu moral, un choix qui rejette le personnage dans la solitude et participe à son statut de héros : ainsi d'Antigone, d'Ajax, d'Électre et, dans Philoctète, de Néoptolème.

Cette importance du héros et de sa psychologie conduit Sophocle à reconsidérer la place des dieux dans la tragédie. Ils ne pèsent plus de tout leur poids sur le déroulement et l'atmosphère quasi-rituelle des pièces comme chez Eschyle,. Les dieux de Sophocle sont distants, mais pas pour autant cruels ou indifférents : leur intervention se fait par des oracles dont le sens est souvent l'objet même de l'intrigue. Ainsi de l'oracle sur Héraclès dans Les Trachiniennes, de celui sur Ajax, ou de celui sur Philoctète : des oracles vagues qui « laissent donc place à l'espérance et à l'erreur ». Alors que le spectateur connaît souvent le dénouement à l'avance, les personnages eux sont trompés par ces messages trompeurs : Sophocle introduit l'ironie tragique, dont l'illustration la plus aboutie est Œdipe roi, dans lequel le héros, faisant tout pour fuir son destin ignoble, n'a fait que réaliser celui-ci. Le message de ce théâtre est toutefois éminemment religieux : comme Créon dans Antigone, Œdipe est victime de son impiété, lui qui se riait des devins et croyait échapper aux oracles. Chez Sophocle, « les hommes n'ont pas à comprendre, mais à adorer ».

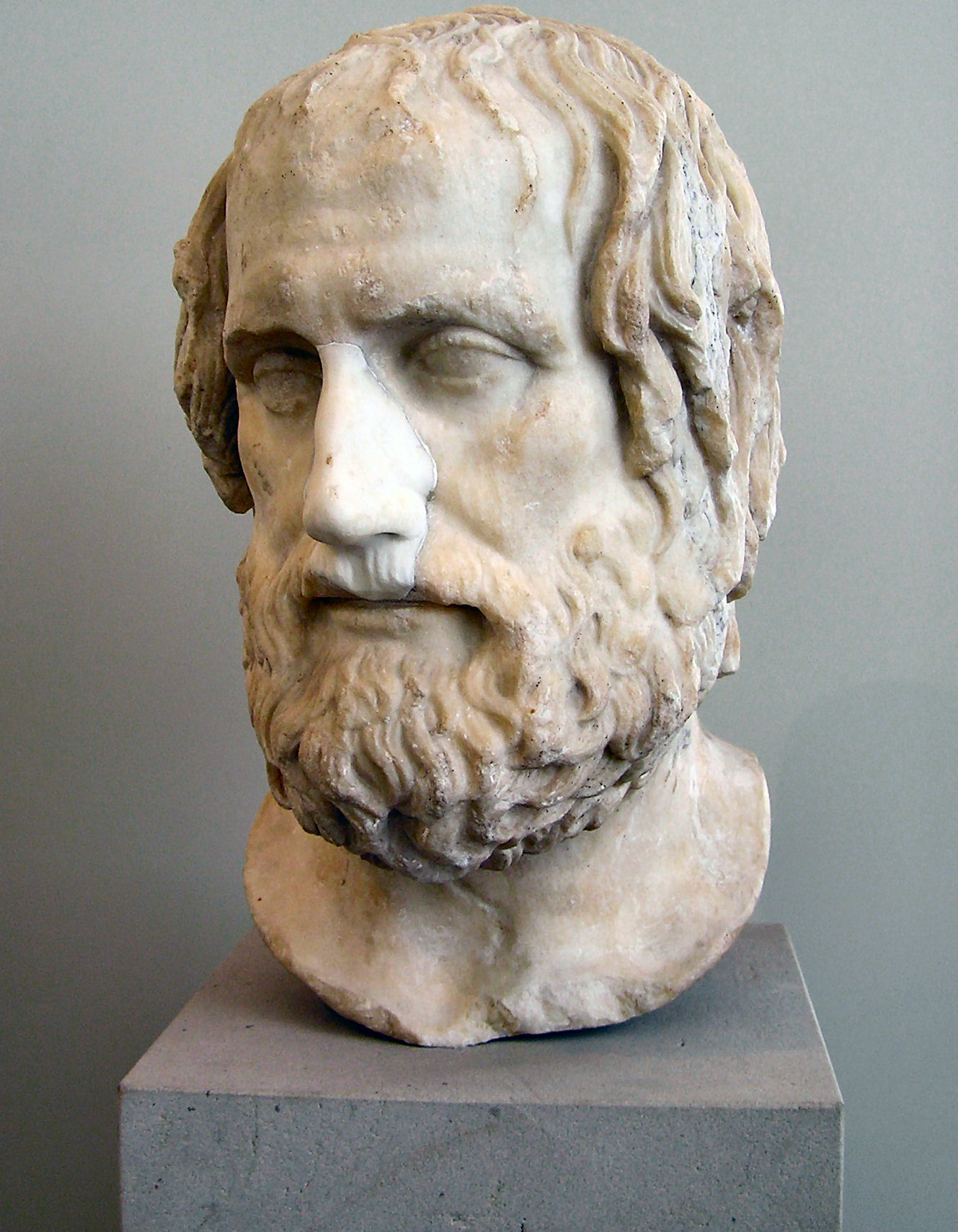
Buste d'Euripide (vers 330)

### Euripide
Né une dizaine d'années après Sophocle, Euripide meurt également avant ce dernier (vers 406-405): pourtant l'homme et son théâtre partagent peu avec son illustre concurrent. Sa vie est pleine de malheurs et il connaît peu de succès comme tragique: sa carrière commence dès 455, mais ne l'amène à remporter son premier concours que treize ans plus tard, un honneur qui ne lui revient en tout que quatre fois, ce qui traduit combien son art, neuf et libre, devait heurter. On attribue à Euripide quatre-vingt-douze tragédies, dont dix-huit nous sont parvenues (même si le Rhésos est très certainement apocryphe), ainsi que des drames satyriques dont un, Le Cyclope, est le seul exemple antique à nous être parvenu en entier.
Si l'on s'intéresse aux thèmes des pièces d'Euripide, on peut notamment constater que ce dernier n'hésite pas à écrire des pièces aux implications politiques claires, plus encore qu'Eschyle. Plus anciennes, Les Héraclides et Les Suppliantes sont tournées vers le patriotisme, que l'on retrouve aussi dans le personnage d'Égée de Médée), et dans Thésée (et que l'on devait retrouver dans certaines pièces perdues). À l'inverse, des pièces plus récentes déplorent les conséquences de la guerre, la ruine, le deuil et la captivité, sur un ton presque pacifiste ; c'est le cas d’Andromaque, d’Hécube, des Troyennes, et de certains passages de l’Hélène et d’Iphigénie à Aulis.
Le théâtre d'Euripide est également marqué par la peinture réaliste qu'il fait des personnages et de leur psychologie. Comme le note Jacqueline de Romilly, « les héros d'Euripide sont des êtres en proie à toutes les faiblesses humaines » : passions, intérêts, bassesses. Euripide est ainsi le premier à représenter l'amour au théâtre, dans Hippolyte et dans Médée notamment : le poète tragique ne se refuse aucune innovation pour illustrer la passion, créant la version du mythe dans laquelle Médée égorge elle-même ses enfants. Et, outre les gestes de violence, la passion motive des affrontements verbaux à l'intensité inédite, dans Hécube en particulier, des débordements de toute sorte qui montrent pour la première fois sur scène combien la passion relève de l'irrationnel, à travers des décisions brusques et des revirements répétés (outre Médée, Électre et Oreste dans les deux pièces éponymes, Hermione dans Andromaque, Iphigénie dans Iphigénie à Aulis). Impulsions parfois motivées par les sentiments égoïstes de personnages sordides qu'Euripide n'hésite pas à employer : l'Admète d’Alceste, le Ménélas d’Andromaque et d’Iphigénie à Aulis (dans un dialogue avec son frère Agamemnon qui n'y paraît pas sous un meilleur jour). Des figures qui mettent en valeur le contraste avec celles, idéalisées, d'Alceste, de Polyxène (dans Hécube), des Héraclides, de Ménécée (Les Phéniciennes), et bien sûr d'Iphigénie.
Le regard d'Euripide sur les dieux tranche aussi avec ses prédécesseurs. Inspiré par la philosophie rationaliste de son temps, Euripide ne fait plus dépendre l'action de la décision divine : les malheurs ou les péripéties ne sont dues qu'aux hommes, et les fluctuations du sort ne sont plus pourvues d'un sens. Ce hasard, Euripide l'exploite d'ailleurs particulièrement à travers les scènes de reconnaissance (Ion, Iphigénie en Tauride, Hélène). Et quand les dieux parfois interviennent c'est sous un jour cruel, comme Héra dans La Folie d'Héraclès ou Aphrodite dans Hippolyte.
Euripide innove donc dans la représentation que la tragédie fait de la cité, de l'homme et des dieux, comme on peut le voir en comparant Les Phéniciennes aux Sept d'Eschyle, ou Oreste aux Euménides : l'ampleur dramatique a cédé la place à la psychologie, à l'humain. Enfin, Les Bacchantes, la plus tardive de ses pièces avec Iphigénie à Aulis, est aussi la plus inhabituelle des tragédies grecques. Rêve d'évasion et illusion d'un ailleurs, elle montre un dieu, Dionysos, se vengeant sur un homme trop confiant, Penthée, qui finit massacré sur la scène par les bacchantes et notamment par sa mère Agavé, qui finit par s'apercevoir qu'elle tient dans ses mains la tête coupée de son fils. Seule tragédie mettant en scène le dieu de la tragédie parmi celles qui nous sont parvenues, pièce la plus religieuse d'Euripide, elle ne montre qu'un jeu atroce faisant de la misère humaine le plaisir des dieux et a donné lieu à de nombreuses interprétations parfois contradictoires. Quoi qu'il en soit, comme l'explique H. C. Baldry, « il n'y a pas de tragédie grecque qui suscite à un tel point la terreur et la pitié ». Certains tragiques ont précédé Eschyle : Thespis, considéré comme le premier auteur tragique ; Pratinas de Phlionte, connu pour ses drames satyriques, ou encore le renommé Phrynichos, qui fit jouer la très décriée Prise de Milet,. Chérilos d'Athènes, débute en -521 et compose parmi ses nombreuses tragédies une Alopé. On compte aussi des tragédiques parmi les descendants des trois grands. Euphorion et Évaion, fils d'Eschyle, auraient composé plus de cent tragédies, Philoclès l'Ancien est le neveu d'Eschyle ; le petit-fils de ce dernier, Philoclès le Jeune, est également poète tragique, et Astydamas, quinze fois vainqueur au IVe siècle, est aussi de la descendance d'Eschyle. Iophon et Ariston sont fils de Sophocle, et son petit-fils Sophocle le Jeune (fils d'Ariston) composa aussi des tragédies et fit représenter Œdipe à Colone en 401. Plusieurs contemporains d'Euripide sont connus de nom : Nicomaque, Ion de Chios auteur d'une dizaine de trilogies, ou encore Antiphon le Tragique, imitateur d'Euripide et notamment auteur d'un Méléagre. Néophron de Sicyone est l'auteur d'une Médée comparée à celle d'Euripide, poète tragique prolifique (cent-vingt pièces). Agathon, auteur à la mode à la fin du Ve siècle, apparaît dans Le Banquet de Platon et Les Thesmophories d'Aristophane. Il est l'auteur d'un Anthée. Plusieurs tragiques du IVe siècle sont connus ; Carcinos, Chérémon, ou encore Mélétos, auteur d'une Œdipedie et surtout connu comme accusateur de Socrate. Critias, oncle de Platon et tyran d'Athènes en 404, est également poète. Parmi ses fragments, l'attribution d'un Pirithoos a été discutée entre lui et Euripide.

## Postérité et influence

### La tragédie auIVesiècleav. J.-C.et à l'époque hellénistique
En dehors même des auteurs grecs connus après le Ve siècle, c'est surtout l'intérêt éprouvé par certains penseurs les plus influents de leur temps qui retient l'attention, notamment chez Platon et Aristote. Concernant le premier, les livres III et X de La République traitent des différentes formes poétiques, ou arts d'imitation (mimesis), et proclament leur caractère indigne. Aristote quant à lui étudie les formes littéraires de façon plus approfondie dans sa Poétique. Il donne en particulier la première définition du genre tragique :

« La tragédie est l'imitation d'une action noble, conduite jusqu'à sa fin et ayant une certaine étendue, en un langage relevé d'assaisonnements dont chaque espèce est utilisée séparément selon les parties de l'œuvre ; c'est une imitation faite par des personnages en action et non par le moyen d'une narration, et qui par l'entremise de la pitié et de la crainte, accomplit la purgation des émotions de ce genre. Par "langage relevé d'assaisonnements", j'entends celui qui comporte rythme, mélodie et chant, et par "espèces utilisées séparément", le fait que certaines parties ne sont exécutées qu'en mètres, d'autres en revanche à l'aide du chant. »

Il examine également précisément les caractères et les ressorts du théâtre tragique (reconnaissance, péripétie). Mais c'est cette « purgation », en grec katharsis, qui a donné lieu au plus nombreuses interprétations. Cette métaphore médicale semble en tout cas désigner la « faculté paradoxale de transformer les sentiments désagréables en plaisir », mais la portée morale et physique de la réflexion aristotélicienne est sujette à diverses évaluations. On retrouve le terme de katharsis dans la Politique, cette fois en rapport au chant : pour Aristote, la musique suscite un déchaînement de troubles mais en apporte aussi l'apaisement, comme un remède médical.
Le théâtre grec reste vivant pendant la période hellénistique, à la fois à travers de nouvelles créations, et par la production de pièces anciennes, notamment dues aux trois grands : Eschyle est rejoué dès après sa mort, et la reprise des auteurs anciens est officiellement organisée à partir du IVe siècle av. J.-C. et Lycurgue fait établir le texte officiel des pièces. Héraclide du Pont consacre aussi aux trois anciens un traité intitulé Sur les trois tragiques. Hormis peut-être le Rhésos, faussement attribué à Euripide, il ne subsiste en revanche que des fragments de pièces du IVe siècle et au-delà. On connaît aussi l'existence de la « Pléiade tragique » d'Alexandrie, mais il n'en reste guère plus que le souvenir.

### La tragédie grecque hors de Grèce
De même que la comédie, la tragédie grecque est introduite à Rome dans des adaptations latines et en costumes grecs à partir de 240 av. J.-C.. Mais c'est surtout Sénèque qui la réintroduit en composant de nouvelles tragédies à sujets grecs au milieu du Ier siècle de notre ère (Agamemnon, Hercule furieux, Hercule sur l'Œta, Les Phéniciennes, Les Troyennes, Médée, Œdipe, Phèdre et Thyeste).

### La Passion du Christde Grégoire de Nazianze
Cette tragédie byzantine est attribuée à Grégoire de Nazianze docteur et père de l'Église du IVe siècle, bien que cette attribution soit contestée depuis son editio princeps en 1452[réf. souhaitée]. C'est une pièce de 2602 vers, inspirés d'Euripide. Elle est constituée d'un prologue et de trois épisodes, la Passion et la Mort du Christ, le Christ au Tombeau, la Résurrection du Christ, épisodes rappelant la trilogie des concours antiques.

### Postérité moderne
Les tragédies grecques sont ensuite transmises par des sélections byzantines, notamment le Codex Laurentianus (XXXII, 9) et le Codex Parisinus Graecus (2712), ressurgies à la Renaissance en Italie. En France, au XVIe siècle, Jean Dorat, aidé de Ronsard, Jean-Antoine de Baïf et François Tissard, effectue les premières traductions françaises d'Euripide, puis d'Eschyle et de Sophocle (ainsi que des comédies d'Aristophane). Les premières éditions imprimées sont dues dans les mêmes années à Adrien Turnèbe et à Henri Estienne.
La résurgence de la tragédie grecque est la source de la renaissance de la tragédie dans l'Angleterre élisabéthaine, et en France avec Robert Garnier, puis les grands dramaturges du XVIIe siècle. On voit d'ailleurs la référence grecque subsister à travers les sujets choisis par Jean Rotrou (Antigone), Corneille (Médée, Œdipe) et bien sûr Racine, lui-même helléniste et fervent lecteur des trois grands (surtout Sophocle), ce qui ressort dans ses tragédies à sujet grec (La Thébaïde, Andromaque, Iphigénie, Phèdre). Un phénomène qu'on observe aussi en Angleterre (Œdipe de John Dryden) ou un peu plus tard en Italie (Polynice et Antigone de Vittorio Alfieri).
Enfin, l'Allemagne bénéficie peut-être plus qu'aucun autre pays de ce renouveau de la tragédie grecque. Sur le mode de la réécriture d'abord (Iphigénie en Tauride de Goethe), puis, surtout, de l'interprétation. Hegel souligne dans son Esthétique l'importance de la tragédie grecque et la perfection particulière de l’Antigone de Sophocle. Hölderlin est du même avis et traduit lui-même Antigone et Œdipe roi. Et à la fin du XIXe siècle, alors que les représentations des tragédies grecques reviennent à la mode, Friedrich Nietzsche écrit sa Naissance de la tragédie (1872), qui éveille la querelle entre les partisans de l'interprétation musicale de l'histoire du théâtre depuis les Grecs (vision défendue par l'ouvrage, et le clan wagnérien), et les philologues menés par Wilamowitz. Enfin, c'est chez un autrichien, Sigmund Freud, que le traitement par les tragiques des mythes grecs, en particulier du mythe d'Œdipe par Sophocle, stimule les théories psychanalytiques, qui auront elles-mêmes une influence importante sur les mises en scène du théâtre grec antique au XXe siècle. Le théâtre de ce siècle continue d'ailleurs de produire des œuvres directement inspirées des tragédies grecques, comme les pièces contemporaines d'André Gide, Jean Giraudoux, Jean-Paul Sartre, Jean Cocteau et Jean Anouilh.